# Doppelkontrastmethode
Es handelt sich bei der Doppelkontrastmethode um eine bestimmte Röntgentechnik bei Hohlorganen.
Man erhält eine besonders detailreiche Darstellung der Organe. Bei dem Verfahren wird ein röntgendichtes und ein röntgendurchlässiges Kontrastmittel (KM) am gleichen Organ eingesetzt.
Beispiel für eine Doppelkontrastmethode beim Dickdarm:
- Abführen zur Vorbereitung
- transrektaler Katheter und Gabe eines Kontrastmittels, z. B. Jod- oder Bariumpräparat (jetzt Einfachkontrastaufnahme möglich)
- nach Ablaufen des Kontrastmittels dosierte Luftinsufflation; es kommt zur Doppelkontrastdarstellung mit einem feinen KM-Beschlag der Darmwand

## Weblink
- Roche-Lexikon: Bildbeispiel